# نوک‌درفشی دم‌آتشی
نوک‌درفشی دم‌آتشی (نام علمی: Avocettula recurvirostris) نام یک گونه از تیره مگس‌مرغان است.